# James Cook
Pour les articles homonymes, voir James Cook (homonymie) et Cook.
James Cook est un navigateur, explorateur et cartographe britannique, né le 7 novembre 1728 (27 octobre 1728 selon le calendrier julien) à Marton (Middlesbrough) et mort le 14 février 1779 à Hawaï.
Accédant au grade de capitaine de la Royal Navy, il fait trois voyages dans l'océan Pacifique à l'occasion desquels il est le premier Européen à débarquer sur la côte Est de l'Australie, en Nouvelle-Calédonie, aux îles Sandwich du Sud et à Hawaï. Il est également le premier navigateur à faire le tour de l'Antarctique et à cartographier Terre-Neuve et la Nouvelle-Zélande.
Après son service dans la marine marchande britannique, il intègre en 1755 la marine royale britannique au cours de la guerre de Sept Ans. Pendant le siège de Québec, il se consacre à la cartographie de l'embouchure du fleuve Saint-Laurent, ce qui permet au général James Wolfe de mener son attaque décisive sur les Plaines d'Abraham. Le jeune James Cook attire ainsi l'attention de l'Amirauté et de la Royal Society à un instant crucial de sa carrière personnelle et de la direction des expéditions britanniques outre-mer. Il est alors nommé commandant du HMS Endeavour pour la première de ses trois expéditions dans le Pacifique, en 1766. Il s'ensuit deux autres expéditions établissant les premières cartes précises de nombreuses îles et côtes.
Son héritage colossal peut être attribué à son grand sens marin, des aptitudes poussées pour la cartographie, son courage pour explorer des zones dangereuses afin de vérifier l'exactitude des faits rapportés par d'autres, sa capacité à mener les hommes et à se préoccuper de leur condition sanitaire dans les conditions les plus rudes, ainsi qu'à ses ambitions, cherchant constamment à dépasser les instructions reçues de l'Amirauté.
Cook meurt à Hawaï en 1779 durant un combat contre des autochtones, alors qu'il commande sa troisième expédition en quête du passage du Nord-Ouest.

## Biographie

### Jeunesse
James Cook est issu d'une famille relativement modeste. Il est le deuxième des huit enfants de James Cook, valet de ferme d'origine écossaise et de Grace Pace, anglaise. Il est né à Marton (en) dans le Yorkshire du Nord, ville aujourd'hui rattachée à Middlesbrough. Il est baptisé à l'église locale de St Cuthberts Marton, où son nom figure au registre des baptêmes. Alors que la famille compte cinq enfants, elle s'établit à la ferme Airey Holme à Great Ayton. L'employeur de son père finance sa formation à l'école primaire. À l'âge de 14 ans, il commence à travailler avec son père dans la gestion de la ferme.
En 1745, alors âgé de 17 ans, Cook est placé en apprentissage chez un mercier du village de pêcheurs de Staithes. Selon la légende, c'est là que Cook ressent pour la première fois l'« appel du large » en regardant la mer par la fenêtre du magasin. Au bout d'un an et demi, William Sanderson, le propriétaire de l'entreprise, décrète que Cook n'est pas fait pour le commerce et le conduit au port de Whitby où il le présente à John et Henry Walker, quakers faisant commerce du charbon et propriétaires de plusieurs navires. Cook est engagé comme apprenti de la marine marchande sur leur flotte. Il passe les années suivantes à faire du cabotage entre la Tyne et Londres. Parallèlement, il étudie l'algèbre, la trigonométrie, la navigation et l'astronomie.
Une fois ses trois ans d'apprentissage terminés, Cook travaille sur des navires de commerce en mer Baltique. Il monte rapidement en grade et, en 1755, se voit proposer le commandement du Friendship. Il préfère cependant s'engager dans la Marine royale. La Grande-Bretagne se prépare alors à la future guerre de Sept Ans et Cook pense que sa carrière avancerait plus vite dans la marine militaire. Cela implique toutefois de recommencer au bas de la hiérarchie et c'est alors comme simple marin qu'il s'engage à bord du HMS Eagle, sous le commandement du capitaine Hugh Palliser. Il est rapidement promu au grade de Master's Mate (équivalent de Second maître (France)). En 1757, après deux ans passés au sein de la Navy, il réussit son examen de maîtrise lui permettant de commander un navire de la flotte royale.
Au cours de la guerre de Sept Ans, James Cook participe au siège de la ville de Québec avant la bataille des plaines d'Abraham en 1759. Il démontre alors un talent certain pour la topographie et la cartographie, et cartographie la plus grande partie de l'embouchure du fleuve Saint-Laurent pendant le siège, ce qui permet au général James Wolfe de lancer son attaque décisive sur les plaines d'Abraham. Les années suivantes, il établit les cartes de la côte de Terre-Neuve, puis le passage du Nord-Ouest (1763-1764), la côte sud entre la péninsule de Burin et Cap Ray (1765–1764), puis la côte ouest en 1767. Durant ses cinq saisons passées à Terre-Neuve, il établit les premières cartes précises à grande échelle des côtes de l'île.

### Voyages

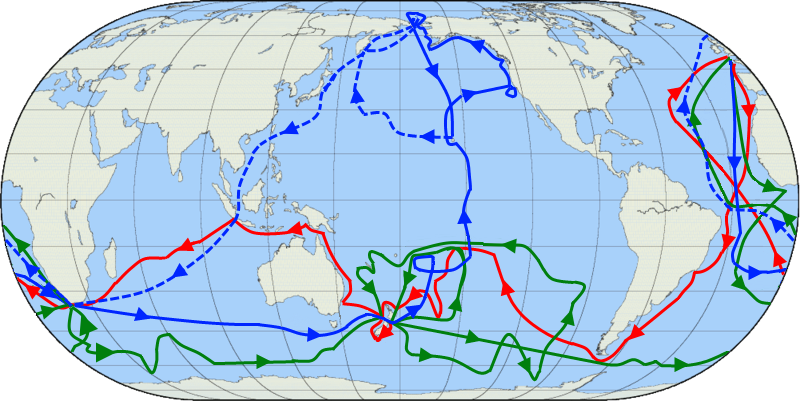
Itinéraires des voyages du capitaine James Cook. Le premier voyage est en rouge, le second en vert et le troisième en bleu. La route de l'équipage de Cook après sa mort est représentée par une ligne bleue en pointillés.

#### Premier voyage (1768-1771)

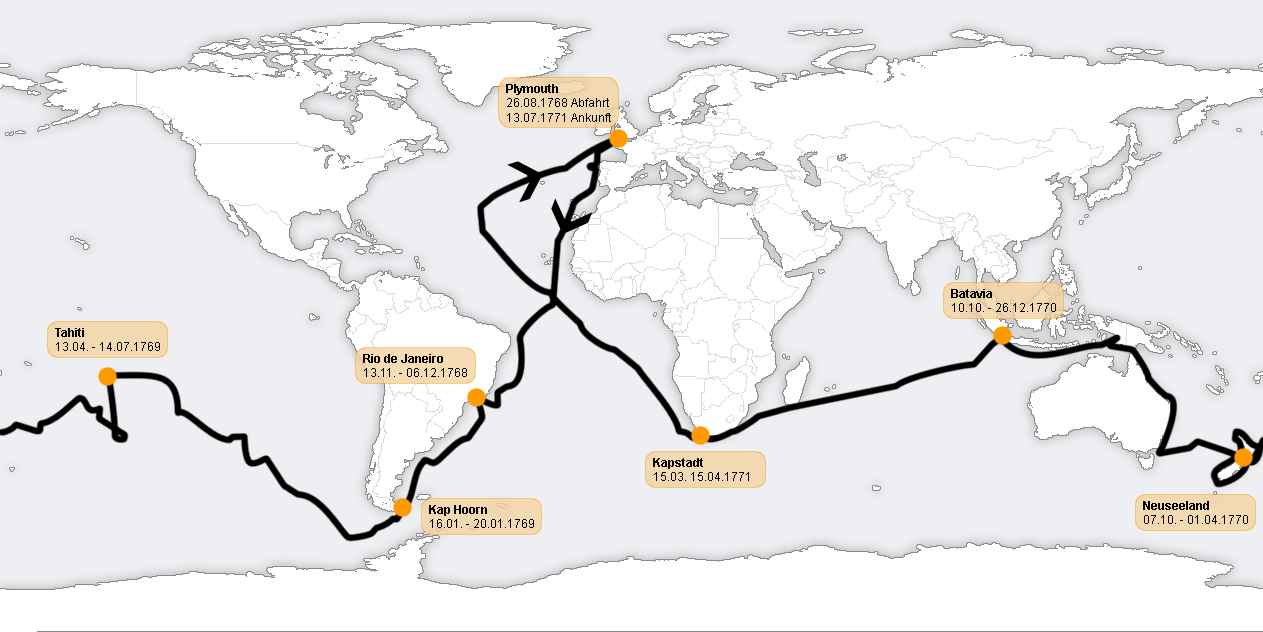
Premier voyage, 1768-1771.

En 1768, la Royal Society charge James Cook, à bord du HMs Endeavour, d'explorer l'océan Pacifique sud avec pour principales missions l'observation du transit de Vénus du 3 juin 1769 et la recherche d'un hypothétique continent austral. Selon les savants, ce continent se serait trouvé dans les hautes latitudes au sud de cet océan, mais Cook ne le découvrira pas. Il est d'ailleurs sceptique quant à son existence et, dans son journal, confronte ses explorations avec les témoignages rapportés par les explorateurs précédents.
L'HMS Endeavour est un trois-mâts carré du même type de ceux que Cook a déjà commandés, embarcation solide et idéale en termes de capacité de stockage ainsi que pour son faible tirant d'eau, qualité indispensable pour s'approcher des nombreux récifs et archipels du Pacifique. Après avoir passé le cap Horn, il débarque à Tahiti le 13 avril 1769, où il fait construire un petit fort et un observatoire en prévision du transit de Vénus. L'observation, dirigée par Charles Green, assistant du nouvel astronome royal Nevil Maskelyne, a pour but principal de recueillir des mesures permettant de déterminer avec davantage de précision la distance séparant Vénus du Soleil. Une fois cette donnée connue, il serait possible de déduire la distance des autres planètes, sur la base de leur orbite. Malheureusement, les trois mesures relevées varient bien plus que la marge d'erreur anticipée ne le prévoyait. Lorsque l'on compare ces mesures à celles effectuées au même instant en d'autres lieux, le résultat n'est pas aussi précis qu'espéré.
Une fois ces observations consignées, James Cook ouvre les scellés qui contiennent les instructions pour la seconde partie de son voyage : chercher les signes de Terra Australis, l'hypothétique pendant de l'Eurasie dans l'hémisphère sud. La Royal Society, et particulièrement Alexander Dalrymple, est persuadée de son existence et entend bien y faire flotter l'Union Jack avant tout autre drapeau européen. Pour cela, on choisit de recourir à un bateau qui, par sa petite taille, ne risque guère d'éveiller les soupçons, et à une mission d'observation astronomique comme couverture.

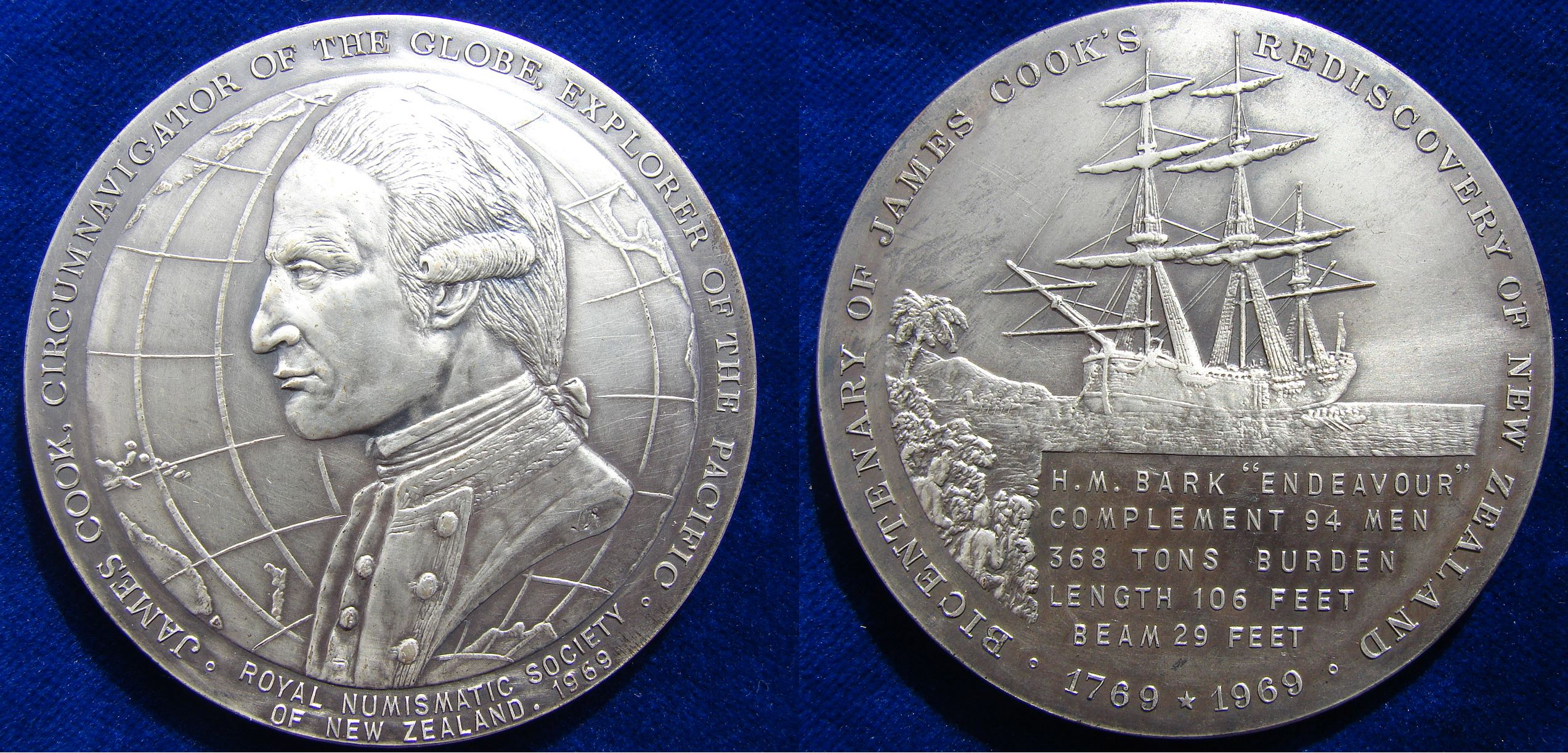
1969 James Cook et son HMS Endeavour sur la médaille d'argent commémorative de James Berry du jubilé des 200 ans de la redécouverte de la Nouvelle-Zélande en 1769.

Cook doute cependant de l'existence même de ce continent. Grâce à l'aide d'un Tahitien nommé Tupaia, qui possède des connaissances pointues de la géographie du Pacifique, Cook explore les îles de la Société et découvre l'île de Rurutu. Ne parvenant pas à découvrir de continent nouveau plus au Sud de cette dernière île, il se dirige alors vers la Nouvelle-Zélande, qu'il atteint le 6 octobre 1769. Second Européen à y débarquer après Abel Tasman en 1642, il cartographie l'intégralité des côtes néo-zélandaises avec très peu d'erreurs (notamment sur la péninsule de Banks, qu'il prend pour une île, et sur l'île Stewart, qu'il rattache abusivement à l'île du Sud). Il identifie également le détroit qui allait porter son nom, le détroit de Cook, séparant l'île du Sud de l'île du Nord, et que Tasman n'avait pas découvert. Lors de ses nombreuses rencontres avec les peuples maori de la Nouvelle-Zélande, son accompagnateur Tupaia lui est d'un grand secours en tant qu'interprète, voire diplomate. Il y relate l'anthropophagie de ces derniers.
Il met ensuite cap à l'ouest en direction de la Terre de Van Diemen (actuelle Tasmanie) avec l'intention de déterminer s'il s'agit d'une partie du continent austral. Des vents violents forcent cependant l'expédition à maintenir une route nord. L'expédition aperçoit la terre en un lieu que Cook nomme « Point Hicks », entre les villes actuelles d'Orbost et de Mallacoota dans l'État du Victoria. Vu l'orientation de la côte au sud-ouest, Cook doute que Van Diemen's Land y soit relié. Ils se trouvent en fait au sud-est du continent australien, devenant officiellement les premiers Européens à repérer sa côte est. En 1843, l'endroit reçoit le nom de « Cape Everard », avant de retrouver sa dénomination originale de Point Hicks à l'occasion du 200e anniversaire du débarquement.
D'après le livre de bord, nous sommes alors le 19 avril 1770 à 6 heures du matin. En fait, Cook emploie la notation de la date en vigueur dans la marine et qui court de midi à midi. Le jour commence ainsi douze heures avant le jour civil. De plus, l'écart de longitude entre le sud-est de l'Australie et la Grande-Bretagne implique un décalage horaire d'environ dix heures, si bien que la date admise aujourd'hui est le 20 avril.
Cook poursuit sa route vers le nord en longeant la côte, ne la perdant jamais de vue pour la cartographier et nommer ses points remarquables. Au bout d'un peu plus d'une semaine, ils pénètrent dans un fjord long mais peu profond. Après avoir mouillé devant une pointe basse précédée de dunes de sable qui porte actuellement le nom de « Kurnell », l'équipage débarque pour la première fois en Australie, le 29 avril. Cook baptise tout d'abord le fjord « Stingaree Bay » en allusion aux nombreuses raies aperçues (stingray en anglais). L'endroit reçoit ensuite le nom de « Botanist Bay », puis finalement « Botany Bay » en raison des nombreuses nouvelles espèces découvertes par les botanistes Joseph Banks, Daniel Solander et Herman Spöring.
La Grande-Bretagne va plus tard choisir ce site pour y établir une première colonie britannique, entre autres sur les conseils de Joseph Banks. Cependant, quand le capitaine Arthur Phillip y débarque à la tête de la First Fleet en 1788, soit près de 18 ans plus tard, la baie et ses environs ne s'avèrent pas aussi idéales que leur description le laissait espérer. Phillip ordonne de relocaliser la colonie dans un port naturel situé quelques kilomètres au nord, que Cook avait nommé Port Jackson sans en pousser très loin l'exploration. C'est dans ce port, dans une baie qu'il nomme « Sydney Cove » (en l'honneur du ministre Thomas Townshend, premier vicomte de Sydney), que naît la colonie de Sydney.
Cook rencontre des Aborigènes dès son premier abordage. Lorsque l'Endeavour entre dans la baie, l'équipage aperçoit des hommes sur chaque côte. Vers 14 heures, ils mouillent près d'un groupe de six à huit maisons. Deux Aborigènes s'approchent du bateau, ignorant les cadeaux que Cook leur propose. On tire un coup de mousquet au-dessus de leur tête, blessant légèrement le plus vieux qui se met à courir vers les maisons. Il revient avec d'autres hommes et jette des lances vers les Blancs, sans en atteindre aucun. Deux coups supplémentaires achèvent de les chasser. Tous les adultes ont disparu, mais Cook trouve plusieurs enfants dans les maisons, où il laisse quelques perles en signe d'amitié.
L'expédition met à nouveau les voiles en direction du nord, toujours en longeant la côte. Le 11 juin, l’Endeavour talonne sur un banc de la Grande barrière de corail et est sérieusement endommagé. On passe près de sept semaines à réparer sur la plage (actuellement sur la commune de Cooktown, à l'embouchure de l'Endeavour River). Pendant ce temps, Banks, Spöring et Solander en profitent pour recueillir de nombreux échantillons de la flore australienne. Les contacts avec les Aborigènes sont paisibles. C'est à cette époque que le mot « kangourou » fait son apparition dans le vocabulaire anglais, transmis par la tribu Guugu Yimidhirr. Après cet épisode, Cook déconseille d'explorer de nouveaux océans avec un seul navire.
Une fois la réparation terminée, l'expédition reprend sa route, doublant la péninsule du cap York avant de s'engager dans le détroit de Torres séparant l'Australie de la Nouvelle-Guinée. Cook débarque sur l'île de la Possession (en) le 22 août, où il revendique la totalité de la côte qu'il vient d'explorer pour le compte de la Couronne britannique.
À ce point du voyage, pas un seul homme n'a succombé au scorbut, fait remarquable pour une si longue expédition à l'époque. En effet, convaincu par une recommandation de la Royale publiée en 1747, Cook a introduit des aliments comme le chou fermenté ou le citron dans l'alimentation de son équipage. On sait alors que le scorbut est causé par une alimentation pauvre, mais le lien avec les carences en vitamine C n'a pas encore été établi. Pour avoir réussi à préserver la santé de son équipage, Cook recevra la médaille Copley en 1776. Cook emporta également des plantes et des graines sur ses navires et planta des jardins sur plusieurs îles. Parmi les plantes cultivées figuraient des choux bien sur, mais aussi du blé, des carottes, des pois, de la moutarde, des fraises, du persil, des pommes de terre, des oranges, des citrons, des pamplemousses, des citrons verts, des pastèques, des navets, des oignons, des haricots et des panais,. Ces cultures étaient destinées aux populations autochtones, mais aussi à nourrir les éventuels futurs visiteurs européens.
La traversée du détroit de Torres prouve définitivement que l'Australie et la Nouvelle-Guinée ne sont pas reliées entre elles. l’Endeavour accoste ensuite à Savu où il passe trois semaines avant de continuer vers Batavia, capitale des Indes orientales néerlandaises, pour y effectuer quelques réparations. Batavia est connue pour être un foyer de malaria et avant le retour de l'expédition en 1771, plusieurs membres de l'équipage y ont succombé ainsi qu'à d'autres maladies telles que la dysenterie, dont le Tahitien Tupaia, le botaniste Herman Spöring, l'astronome Charles Green et l'illustrateur Sydney Parkinson (Cook nommera l'île Spöring, au large de la Nouvelle-Zélande, en honneur au botaniste).
Sur la route du retour en Grande-Bretagne, Cook double le cap de Bonne-Espérance et relâche à Sainte-Hélène. Le 10 juin 1771, Nicholas Young, qui avait repéré le premier les côtes néo-zélandaises, aperçoit le cap Lizard en Angleterre. L’Endeavour s'engage dans la Manche et, le 12 juin, mouille devant Deal, dans le Kent.
La publication du journal de l'expédition rend Cook très populaire au sein de la communauté scientifique. Auprès du grand public, c'est plutôt Joseph Banks qui recueille les honneurs. Ce dernier tente de prendre le commandement de la deuxième expédition, mais se retire avant le départ. Johann Reinhold Forster et son fils Georg sont engagés pour le remplacer.

#### Deuxième voyage (1772-1775)

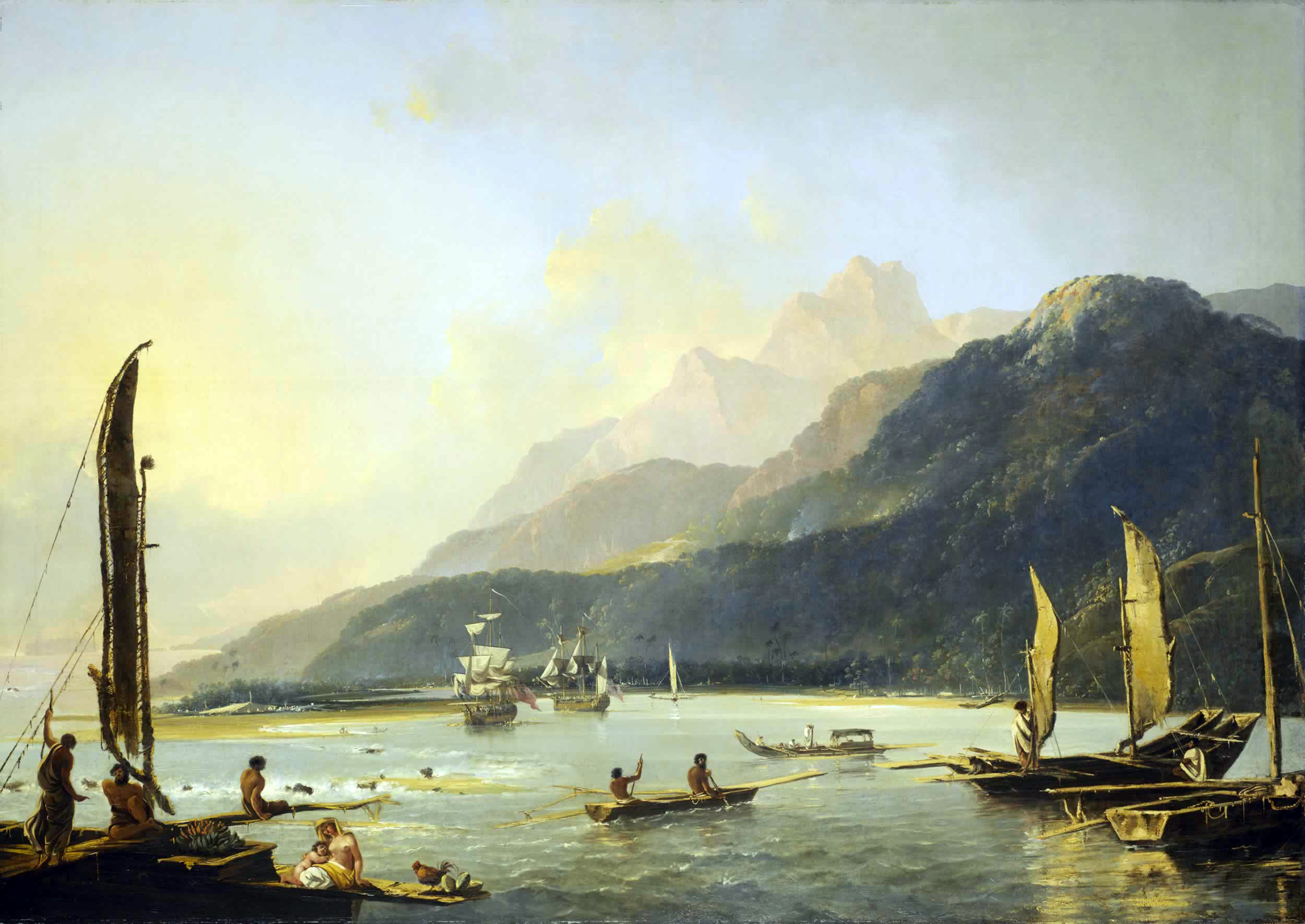
Les deux navires du capitaine Cook dans la baie de Matavai.

Route de James Cook, 1772-74.

Peu de temps après son retour, Cook est promu au grade de capitaine de frégate (commander en anglais) avant d'être chargé par la Royal Society de se rendre à nouveau dans les mers du sud à la recherche du continent austral. Au cours de son premier voyage, Cook avait démontré que la Nouvelle-Zélande n'était rattachée à aucune terre et il avait estimé la taille de l'Australie. Dalrymple, soutenu par d'autres membres de la Society, était cependant toujours persuadé de l'existence d'un continent plus grand, qui devait se trouver plus au sud.
Cook appareille à bord du HMS Resolution, accompagné de Tobias Furneaux à la tête du HMS Adventure. Il est équipé d'un nouveau chronomètre de type K1, qui permettra un calcul précis de la longitude. L'expédition descend très au sud, franchissant le cercle polaire Antarctique le 17 janvier 1773 et atteignant la latitude de 71°10' sud. Cook découvre également la Géorgie du Sud et les îles Sandwich du Sud. Les deux bateaux se perdent de vue dans le brouillard de l'Antarctique et Furneaux met le cap sur la Nouvelle-Zélande, où il perd certains de ses hommes dans une bataille contre les Māori avant de repartir pour la Grande-Bretagne. Pendant ce temps, Cook poursuit son exploration de la zone Antarctique. Il passe près du continent sans l'apercevoir et remonte vers Tahiti pour se réapprovisionner. Il replonge ensuite au sud dans l'espoir d'accoster le continent mythique, sans succès. Il avait de nouveau embarqué un Tahitien, du nom d'Omai, qui s'avère moins au fait de la géographie du Pacifique que Tupaia. La route du retour le mène aux Tonga, à l'île de Pâques, à l'île Norfolk, en Nouvelle-Calédonie et aux Nouvelles-Hébrides. Son rapport conclut clairement sur la non-existence de la mythique Terra Australis.
En janvier 1774, il écrit qu'il veut aller « […] non seulement plus loin qu'aucun homme n'est allé avant moi, mais aussi loin que je crois possible à un homme d'aller ».
À l'issue de ce deuxième voyage, Cook est promu au rang de captain et la Royal Society lui offre une retraite honoraire en tant qu'officier du Greenwich Hospital. Sa notoriété a dépassé le cadre de l'amirauté : la Royal Society l'admet au sein de ses membres et lui décerne la médaille Copley, Nathaniel Dance-Holland réalise son portrait, l'écrivain James Boswell l'invite à sa table et la Chambre des lords le qualifie de « plus grand navigateur d'Europe ». Cependant, la mer lui manque et il prépare un troisième voyage en direction du passage du Nord-Ouest. Du Pacifique, il navigue vers l'est, espérant rejoindre l'Atlantique, pendant qu'un second bateau vient à sa rencontre en sens inverse.

#### Troisième voyage et mort (1776-1779)
Pour son dernier voyage, Cook commande à nouveau le HMS Resolution pendant que le capitaine Charles Clerke prend la tête du HMS Discovery. Officiellement, le but du voyage est de ramener Omai à Tahiti, qui suscite la plus grande curiosité à Londres. L'expédition explore tout d'abord les îles Kerguelen où elle accoste le jour de Noël 1776 — dans la baie de l'Oiseau à la pointe nord-ouest de l'île à Port-Christmas qu'il dénomme ainsi pour l'occasion —, puis fait escale en Nouvelle-Zélande. Une fois Omai rendu aux siens, Cook met le cap au nord, découvre la veille de Noël 1777 l'île Christmas et devient l'un des premiers Européens à accoster aux îles Hawaï en 1778.
Naviguant ensuite le long du continent américain, Cook décrit dans son journal les tribus indiennes de l'île de Vancouver, des côtes de l'Alaska, des îles Aléoutiennes et des deux rives du détroit de Béring.
Malgré plusieurs tentatives, le détroit de Béring se révèle infranchissable en raison des glaces qui l'obstruent même au mois d'août. Accumulant les frustrations devant cet échec, et souffrant peut-être d'une affection de l'estomac, Cook commence à montrer un comportement irrationnel, forçant par exemple son équipage à consommer de la viande de morse, ce que les hommes refusent.

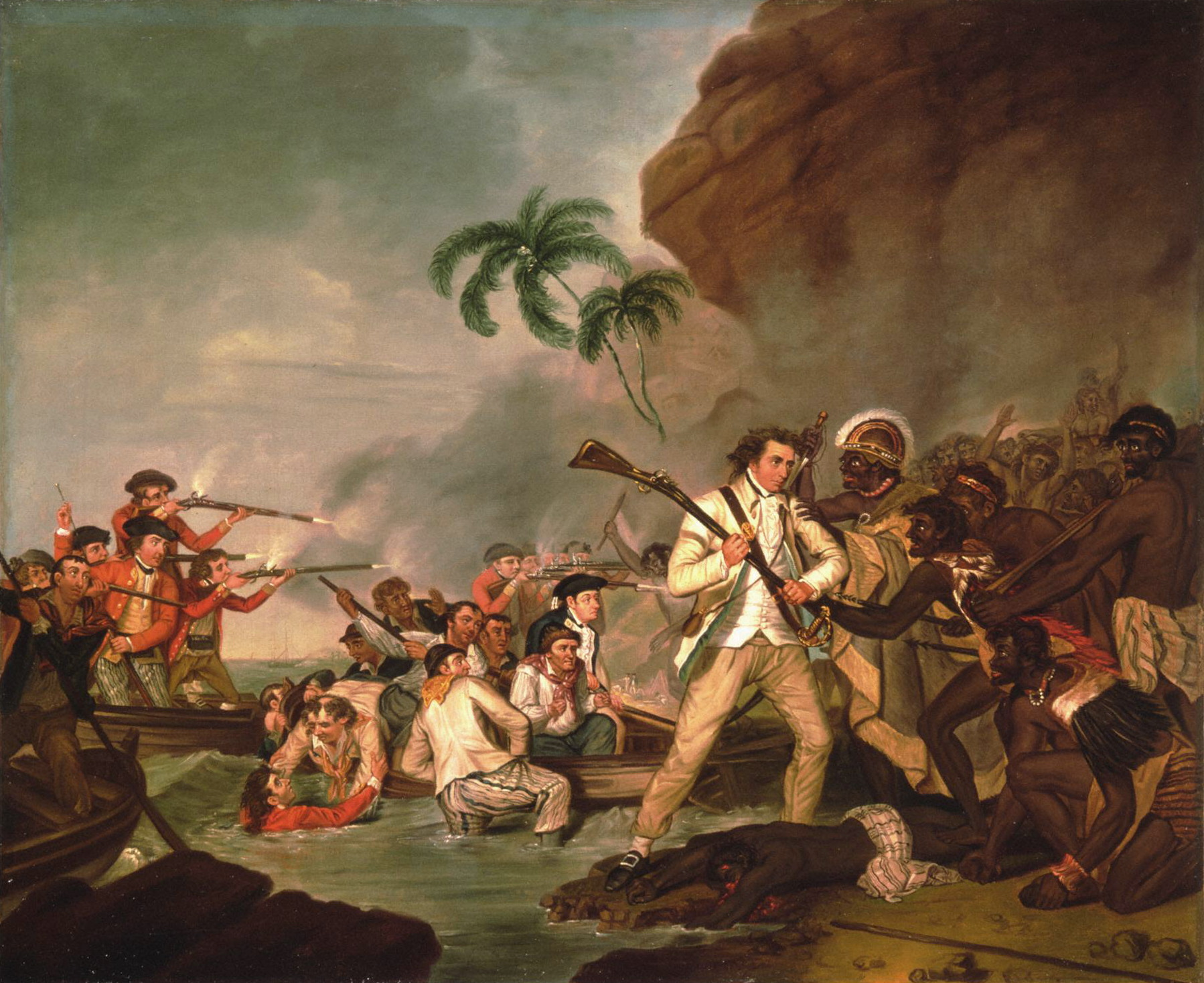
La mort du capitaine Cook.

L'expédition retourne à Hawaï l'année suivante. Après huit semaines passées à explorer l'archipel, Cook et son équipage atterrissent à la baie de Kealakekua sur l'actuelle Grande Île où il séjourne un mois. Son arrivée doit coïncider avec la saison de Makahiki et aux grandes fêtes consacrées au dieu de la paix Lono. La venue de ses vaisseaux et leur parcours dans la baie ont causé leur déification, Cook en tant que chef est assimilé à Lono. Durant un mois l'équipage reçoit un très bon accueil. Peu après leur départ de l'île, une avarie du mât de misaine les contraint à rebrousser chemin pour le réparer. Ils décident alors de retourner sur la Grande île d'Hawaï en raison du bon accueil qu'ils avaient reçu. Au cours de cette seconde escale, des tensions se font sentir entre les indigènes et les Britanniques et plusieurs bagarres éclatent. En effet, la saison de Lono s'est terminée et c'est alors la saison de Kū, dieu de la guerre. Le retour de Cook, considéré comme la personnification de Lono, est probablement assimilé à un trouble de l'équilibre du monde. Le 14 février, des Hawaïens volent une chaloupe. Les vols étant courants lors des escales, Cook avait pour habitude de retenir quelques otages jusqu'à ce que les biens volés soient restitués. Cette fois, il prévoit de prendre en otage le chef de Hawaï, Kalaniopu'u. Une altercation éclate cependant avec les habitants qui les attaquent à l'aide de pierres et de lances. Alors qu'il tente de revenir avec ses hommes sur son navire Resolution qui l'attend au large des îles Sandwich (Hawaï), le capitaine James Cook est tué puis dévoré par les indigènes. Les Britanniques tirent quelques coups de feu mais doivent se replier vers la plage. Richard Hergest, un des officiers de Cook est un témoin direct de l'événement, L'équipage peut cependant récupérer quelques restes pour les inhumer en mer avec les honneurs militaires.
Clerke prend le commandement de l'expédition. Il profite de l'hospitalité d'un port russe du Kamtchatka pour tenter une dernière fois, sans succès, de franchir le détroit de Béring. Clerke meurt de phtisie en août 1779 et le lieutenant Gore prend sa succession pour la route du retour par les côtes asiatiques, comme prévu par Cook. En décembre, les journaux de bord sont confisqués à l'escale à Macao et Canton en raison de la guerre d'indépendance des États-Unis. Gore parvient cependant à en cacher un exemplaire. Le Resolution et le Discovery arrivent en Grande-Bretagne le 4 octobre 1780. Le rapport de Cook est complété par le capitaine James King.
Parmi les conseils et enseignements de ce voyage, Cook et ses officiers en second validèrent leurs idées sur l'alimentation pour éviter le scorbut, ainsi que l'usage d'« écorce du Pérou », un équivalent de la quinine.

## Marins formés par Cook
Plusieurs jeunes officiers qui servirent sous les ordres de Cook laissèrent également leur nom dans l'histoire.
- William Bligh prit le commandement du HMS Bounty en 1787, avec pour mission de rapporter des plants d'arbre à pain. Ce voyage fut le théâtre de la plus célèbre mutinerie et Bligh fut débarqué par ses hommes en pleine mer. Il devint plus tard gouverneur de Nouvelle-Galles du Sud.
- Richard Hergest, ami de Vancouver, officier de Cook, connu pour son expédition aux Marquises en 1792.
- George Vancouver commanda une expédition le long de la côte ouest de l'Amérique du Nord de 1791 à 1794.
- George Dixon, qui participa à la troisième expédition de Cook avant d'en commander une à son tour.
- Thomas Gilbert, qui fit partie de la First Fleet et découvrit les îles Gilbert en 1788.
- Heinrich Zimmermann, barreur (ship's coxswain) sur le troisième voyage du Discovery a publié, en 1781 et en allemand, son propre récit du dernier voyage du capitaine Cook.

## Héritage
Les douze années que Cook consacra à naviguer dans le Pacifique apportèrent énormément de connaissances de la région aux Européens. Il découvrit plusieurs îles et cartographia avec précision de larges portions de côte. Dès son premier voyage, il fut capable de calculer précisément sa longitude, ce qui n'était pas du tout évident à l'époque car cela nécessite de connaître l'heure avec exactitude. Cook bénéficiait de l'aide de l'astronome Charles Green et employa les nouvelles tables de l'almanach nautique, se basant sur l'angle séparant la Lune du Soleil (de jour) ou de l'une des huit étoiles les plus brillantes (de nuit) pour déterminer l'heure à l'Observatoire royal de Greenwich, qu'il comparait à l'heure locale déterminée grâce à l'altitude du Soleil, de la Lune ou des étoiles. Au cours de son deuxième voyage, il embarqua un chronomètre KT conçu par Larcum Kendal. Il s'agissait d'une copie de la montre H4 fabriquée par John Harrison, premier instrument capable de donner fidèlement l'heure en mer et qui avait été embarqué sur le Deptford en 1761.
Cook était accompagné de peintres (Sydney Parkinson réalisa 264 dessins avant sa mort à la fin du premier voyage, William Hodges représenta de nombreux paysages de Tahiti et de l'île de Pâques) et de scientifiques de renom. Joseph Banks (qui découvrit les Banksia) et Daniel Solander recueillirent 3 000 espèces de plantes.
Cook fut le premier Européen à établir un contact rapproché avec plusieurs peuples du Pacifique. Il conclut, avec raison, à l'existence d'un lien entre eux, malgré les milliers de miles d'océan qui les séparaient parfois.
L'endroit où Cook a été tué dans les îles d'Hawaï est marqué par un obélisque blanc et est séparé du reste de l'île : le lieu a été cédé au Royaume-Uni et fait officiellement partie de son territoire. Le portrait de Cook apparaît sur une pièce des États-Unis, le demi-dollar de 1928, frappé à 10 008 exemplaires pour le cent-cinquantenaire d'Hawaï .

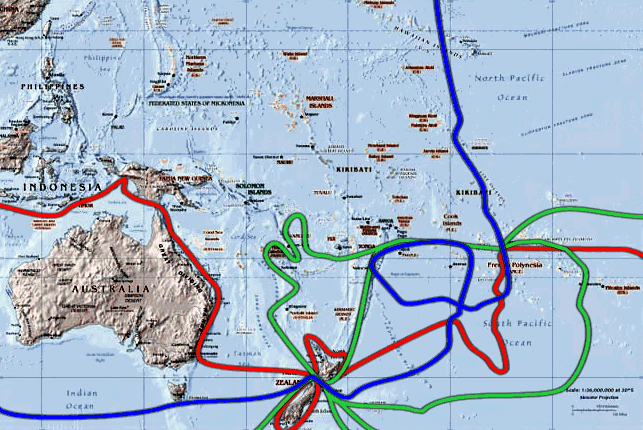
Les voyages de Cook dans l'océan Pacifique. Les tracés de ses trois expéditions sont indiqués en, en et en.

## Hommages et postérité

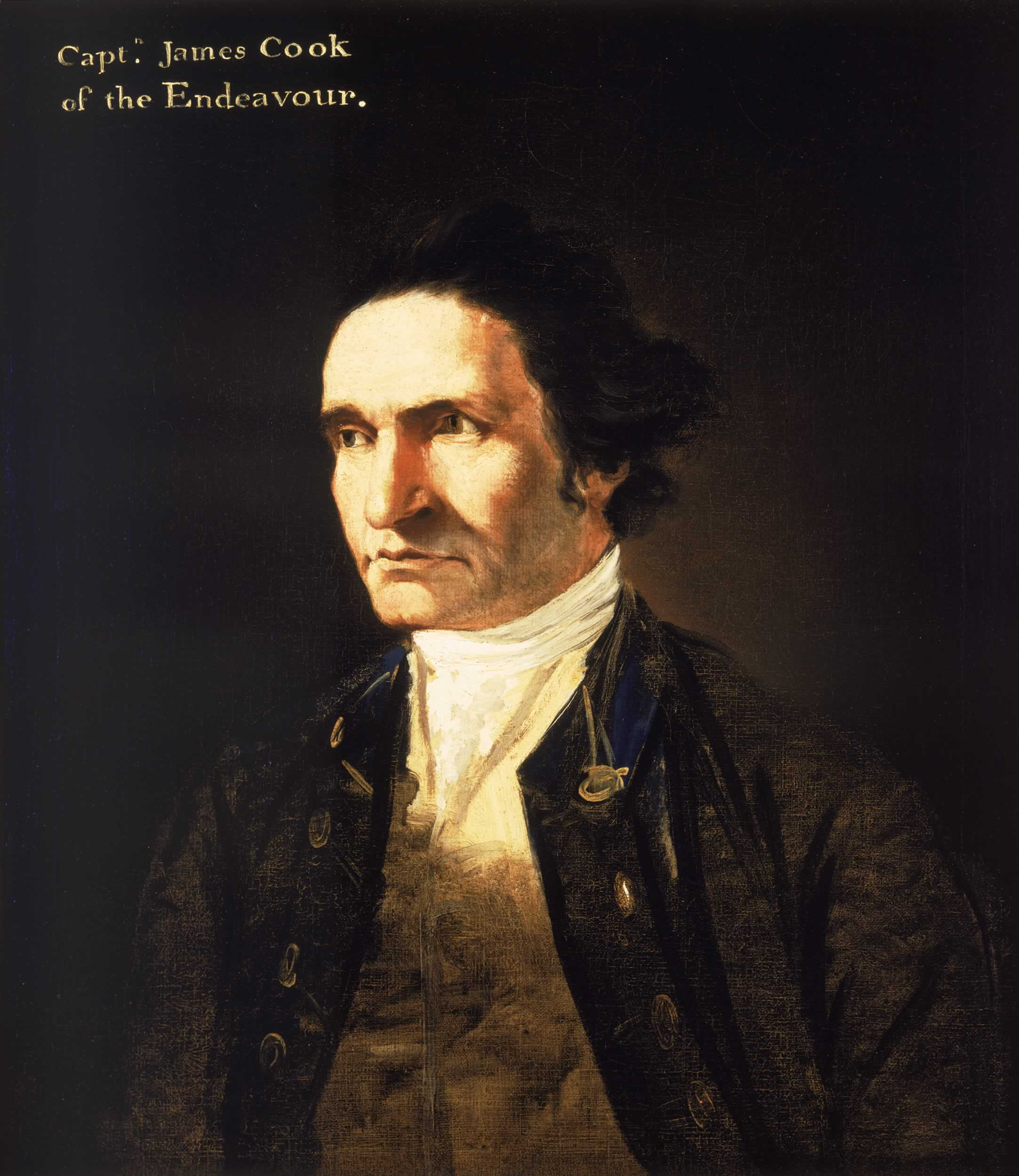
Portrait de James Cook par William Hodges vers 1775-1776.

Plusieurs sites géographiques illustrent le nom de James Cook, dont notamment :
- les îles Cook, État d'Océanie associé à la Nouvelle-Zélande ;
- le mont Cook, point culminant (3 754 m) de la Nouvelle-Zélande ;
- Le détroit de Cook entre les deux principales îles de Nouvelle-Zélande ;
- Le glacier Cook, principal glacier des îles Kerguelen ;
- le golfe de Cook (Cook Inlet) en Alaska ;
- la « ville » de Captain Cook sur l'île d'Hawaï, près de la baie où il trouva la mort ;
- la baie de Cook à Moorea, Polynésie française ;
- le Grand Récif de Cook prolongeant au nord, sur 180 km la côte est de Nouvelle-Calédonie ;
- Puerto Cook à l'île des États en Terre de Feu, Antarctique et Îles de l'Atlantique Sud ;
- Cooktown, dans le nord du Queensland australien, où le lieutenant James Cook passa sept semaines en 1778 ;
- Avenue Cook, quartier des Chatillons, à Reims ;
- Une espèce d'insecte coléoptère de la famille des Histeridae : Bacanius (Bacanius) cooki, décrite de Nouvelle-Calédonie, lui a été dédiée par l'entomologiste français Yves Gomy en 1976[13].

En France, un cénotaphe avec buste par Augustin Pajou a été installé au parc de Méréville puis transféré en 1896 au parc de Jeurre situé à Morigny-Champigny.
En 1935, l'union astronomique internationale a donné le nom de Cook à un cratère lunaire.
Les navettes spatiales américaines de la NASA Endeavour et Discovery furent nommées d'après des navires de Cook (respectivement de sa première et de sa troisième expédition).

## Contestations et vandalisme
À la suite de la mort de George Floyd à Minneapolis aux États-Unis le 25 mai 2020 et dans un contexte mondial de contestation des héritages coloniaux, de nombreuses statues ont subi des déprédations, des destructions ou ont été enlevées. C'est le cas de celles de Christophe Colomb aux États-Unis (contesté par les Amérindiens), du roi des Belges Léopold II, du commandant de la marine britannique John Hamilton en Nouvelle-Zélande (contesté par les Maoris), du président sudiste Jefferson Davis, des marchands d'esclaves Edward Colston et Robert Milligan à Bristol en Angleterre, de la reine Victoria, de l'ancien Premier ministre britannique Winston Churchill (dont des propos sur les questions raciales ont suscité la controverse) et de Robert Baden-Powell, fondateur du scoutisme, mais accusé de racisme, d'homophobie et de liens avec le régime nazi,,,,,.
Concernant l'héritage colonial britannique, la mémoire de James Cook n'a pas fait exception : le 12 juin 2020, sa statue à Gisborne (Nouvelle-Zélande) est défigurée et son socle est recouvert de graffitis disant « Black Lives Matter and so do Maori » et « Take this racist headstone of my people down before I do ». Des croix gammées sont également peintes sur le socle de la statue. Le 1er juillet 2021, à l'occasion de la fête du Canada, la statue de James Cook à Victoria est déboulonnée et jetée dans les eaux du port par des militants anticoloniaux. Les protestataires remplacent la statue par une robe rouge en bois qui symbolise les femmes autochtones disparues et assassinées. À Melbourne, la statue de James Cook est abattue le 25 janvier 2023, coupée au niveau des tibias et les morceaux laissés près de son socle. La destruction de la statue est accompagnée des mots « la colonie va tomber ». Cette action survient la veille de la fête nationale, alors que d'autres symboles liés à la période coloniale australienne ont également été dégradés. Le 26 janvier commémore en effet l'arrivée des colons anglais dans le port de Sydney, en 1788, renommé par ses détracteurs « le jour de l'invasion ».

## Botanique
En tant qu'explorateur, Cook a côtoyé des botanistes qui ont découvert des espèces inconnues jusqu'alors et les ont rapportées dans les jardins d'acclimatation de l'époque. James Cook est lui-même reconnu comme botaniste car il publié des travaux concernant la botanique. Toutefois il a donné un nom inapproprié à un arbuste de Nouvelle-Galles du Sud : l'« arbre à thé » n'a en effet rien à voir avec le théier.

## Famille
James Cook a épousé Élisabeth Batts (1741-1835) en 1762. Ils ont eu six enfants dont seul l'aîné est parvenu à l'âge adulte, mais il est mort à 31 ans sans descendance.
- James (« Jamie ») (né en 1763 - mort noyé en 1794) ;
- Joseph (né et mort en 1768) ;
- Élisabeth (« Elly ») (née en 1767 - morte en 1771) ;
- George (né en 1772, pendant le premier voyage - 1772) ;
- Nathaniel (« Nat ») (née en 1764 - mort en 1780 dans un ouragan) :
- Hugh (« Benny ») (né en 1776 - mort en 1793, alors qu'il étudiait à Cambridge).

Madame Cook a reçu de l'Amirauté une pension de 200 livres par an.

## Iconographie
- Tereoboo, Roi d'Owyhee, apportant des présents au Capitaine Cook, gravure de Robert Bénard d'après John Webber, 1785, collections du musée national de la marine de Sydney[24].
- Mort du Capitaine Cook, gravure de Charles de Lalaisse d'après Adolphe Rouargue, 1838, collections du musée national de la marine de Sydney[25].

## Dans les arts et la culture

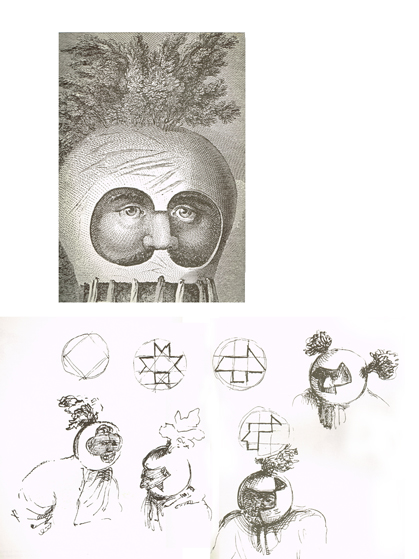
Nouveaux voyages du capitaine Cook. Illustration du XVIIIe siècle et dessins de Jean-Max Albert, 1983.

### Opéra
Captain Cook est un opéra historique en trois actes de Sands Formann (livret) et Noah Brandt (musique) publié en 1893.

### Littérature
Les Nouveaux Voyages du capitaine Cook, est un essai de Jean-Max Albert, Pierre Auriol, Joël Capella Lardeux, qui rapproche les différentes représentations graphiques liées aux voyages de capitaine Cook. Cartographie, botanique, paysage, figure, selon l'art océanien, la gravure occidentale du XVIIIe siècle et leurs interprétations contemporaines. Un roman retrace la première expédition de Cook relaté par un jeune clandestin devenu mousse à bord de l'Endaevour (Nicholas Young) : Vers des terres inconnues, [Karen Hesse], Gallimard Jeunesse, 2002. L'écrivaine néerlandaise Anna Enquist a publié en 2005 un récit consacré à la vie de Cook du point de vue de son épouse, intitulé Le Retour (traduction française en 2007 chez Actes Sud). Un roman retrace la première expédition de Cook relaté par un jeune clandestin devenu mousse à bord de l’Endeavour (Nicholas Young) : Vers des terres inconnues, [Karen Hesse], Gallimard Jeunesse, 2002.

### Cinéma et télévision
- 1975 : The Story of Captain James Cook documentaire de John Irvin.
- 1987 : Captain James Cook de Lawrence Gordon Clark avec Keith Mitchell.
- 2002 : The Ship de Christopher Terrill avec Andrew Lewis.
- 2006 : The Making of Captain Cook de Robin Dashwood avec Tim Berrington.
- 2007 : James Cook, explorateur du Pacifique de Wayne Fimeri, Matthew Tomason avec Matt Young.
- 2009 : La Fin de la Nouvelle-France de Brian McKenna et Olivier Julien avec Marcel Jeannin.
- 1997 : Il était une fois... les Explorateurs a retracé les voyages de James Cook dans le Pacifique et lors de ses recherches du passage du Nord-Ouest.